# Porrhomma microphthalmum
Porrhomma microphthalmum là một loài nhện trong họ Linyphiidae. Chúng được Octavius Pickard-Cambridge miêu tả năm 1871.